# Upplands-Bro
Upplands-Bro is een Zweedse gemeente in Uppland. De gemeente behoort tot de provincie Stockholms län. Ze heeft een totale oppervlakte van 328,4 km² en telde 37.517 inwoners in 2004.

## Plaatsen
- Kungsängen
- Bro (Uppland)
- Brunna
- Sylta
- Håbo-Tibble kyrkby
- Bergliden
- Eriksberg (Upplands-Bro)
- Rättarboda